# Liste der denkmalgeschützten Objekte in Zwentendorf an der Donau
Die Liste der denkmalgeschützten Objekte in Zwentendorf an der Donau enthält die 12 denkmalgeschützten, unbeweglichen Objekte der Marktgemeinde Zwentendorf an der Donau im niederösterreichischen Bezirk Tulln.

## Denkmäler
| Foto |                 | Denkmal | Standort                                           | Beschreibung | Metadaten |
| ---- | --------------- | --- | -------------------------------------------------- | --- | --- |
| ja   | Datei hochladen | Pfarrhof HERIS-ID: 26527seit 2023                                                                           | Maria Ponsee 1 Standort KG: Maria Ponsee           | | BDA-Hist.: Q119231400 Status: Bescheid Stand der BDA-Liste: 2025-06-30 Name: Pfarrhof GstNr.: .17, 26                                                                             |
| ja   | Datei hochladen | Torbau HERIS-ID: 26526 Objekt-ID: 23005                                                                     | bei Maria Ponsee 14 Standort KG: Maria Ponsee      | Ein barockes Korbbogenportal mit korbbogigem Giebel und Nische. | BDA-Hist.: Q37902270 Status: § 2a Stand der BDA-Liste: 2025-06-30 Name: Torbau GstNr.: .1                                                                                         |
| ja   | Datei hochladen | Kath. Pfarrkirche Maria Geburt HERIS-ID: 26528 Objekt-ID: 23007                                             | bei Maria Ponsee 14 Standort KG: Maria Ponsee      | Eine von einem Friedhof umgebene barocke, dreischiffige Pfarr- und Wallfahrtskirche, die aus einer romanischen Chorquadratkirche hervorging. | BDA-Hist.: Q37902286 Status: § 2a Stand der BDA-Liste: 2025-06-30 Name: Kath. Pfarrkirche Maria Geburt GstNr.: .1 Pfarrkirche Maria Ponsee                                        |
| ja   | Datei hochladen | Bildstock HERIS-ID: 26521 Objekt-ID: 23000                                                                  | Oberbierbaum Standort KG: Maria Ponsee             | Ein quadratischer Pfeiler mit abgefasten Ecken auf einem Sockel. | BDA-Hist.: Q37902255 Status: § 2a Stand der BDA-Liste: 2025-06-30 Name: Bildstock GstNr.: 1379/2                                                                                  |
| ja   | Datei hochladen | Pfarrhof HERIS-ID: 25659 Objekt-ID: 22102                                                                   | Goetheplatz 4 Standort KG: Zwentendorf             | Ein zweigeschoßiger Bau, der unter Verwendung älterer Bauteile im 16. Jahrhundert ausgebaut wurde. | BDA-Hist.: Q37895591 Status: § 2a Stand der BDA-Liste: 2025-06-30 Name: Pfarrhof GstNr.: 10/1                                                                                     |
| ja   | Datei hochladen | Römischer vicus, Limesstraße und Gräberfeld HERIS-ID: 112253 Objekt-ID: 130327                              | Grottenthurm Breiten Standort KG: Zwentendorf      | Hier stand vom 1. bis ins 5. Jahrhundert ein Limeskastell (Auxiliarkastell Asturis). | BDA-Hist.: Q2739875 Status: Bescheid Stand der BDA-Liste: 2025-06-30 Name: Römischer vicus, Limesstraße und Gräberfeld GstNr.: 1191, 1192, 1157, 1174/1                           |
| ja   | Datei hochladen | Römisches Lager, frühmittelalterliches Gräberfeld und mittelalterliche Wehranlage HERIS-ID: 259341seit 2024 | Grottenthurm Breiten Standort KG: Zwentendorf      | In der Nähe des ehemaligen römischen Lagers entstand im Frühmittelalter ein Gräberfeld und ab dem 11. bis zum 13. Jahrhundert eine mittelalterliche Festungsanlage (Motte) Krottenturm. Anmerkung: Koordinaten an einer Grundstücksgrenze          | BDA-Hist.: Q126122355 Status: Bescheid Stand der BDA-Liste: 2025-06-30 Name: Römisches Lager, frühmittelalterliches Gräberfeld und mittelalterliche Wehranlage GstNr.: 1160, 1159 |
| ja   | Datei hochladen | Figur, hl. Johannes Nepomuk HERIS-ID: 25656 Objekt-ID: 22099                                                | vor Hauptplatz 5 Standort KG: Zwentendorf          | Statue aus der Mitte des 18. Jahrhunderts, quadratischer Sockel mit geschweiftem Pfeiler. | BDA-Hist.: Q37895544 Status: § 2a Stand der BDA-Liste: 2025-06-30 Name: Figur, hl. Johannes Nepomuk GstNr.: 1036/1                                                                |
| ja   | Datei hochladen | Kath. Pfarrkirche hl. Stephan HERIS-ID: 25660 Objekt-ID: 22103                                              | gegenüber Kirchenplatz 1 Standort KG: Zwentendorf  | Ein einschiffiger Sakralbau mit gotischem Chor und barockem Turm. Um 1711 wurde die Kirche barockisiert und die Sakristei sowie die Loretokapelle angebaut.                                                                                        | BDA-Hist.: Q37895605 Status: § 2a Stand der BDA-Liste: 2025-06-30 Name: Kath. Pfarrkirche hl. Stephan GstNr.: 11 Pfarrkirche Zwentendorf                                          |
| ja   | Datei hochladen | Maria-Hilf-Kapelle HERIS-ID: 25664 Objekt-ID: 22107                                                         | neben Mariahilfergasse 17 Standort KG: Zwentendorf | Giebelständiger Bau mit Stuckdekoration, bezeichnet 1865, 1907 umgestaltet. | BDA-Hist.: Q37895619 Status: § 2a Stand der BDA-Liste: 2025-06-30 Name: Maria-Hilf-Kapelle GstNr.: 1481                                                                           |
| ja   | Datei hochladen | Tafernkreuz HERIS-ID: 25655 Objekt-ID: 22098                                                                | gegenüber Rathausplatz 2 Standort KG: Zwentendorf  | Kreuz aus der Goldburg in Murstetten, 1867 aufgestellt, halbkreisförmige Umfassungsmauer, Vase tragende Putte, Pfeilerstumpf mit Pinienzapfen (angeblich Teil des ehemaligen Prangers von Murstetten), Metallkruzifix Anfang des 18. Jahrhunderts. | BDA-Hist.: Q37895533 Status: § 2a Stand der BDA-Liste: 2025-06-30 Name: Tafernkreuz GstNr.: 846 Tafernkreuz                                                                       |
| ja   | Datei hochladen | Schloss Zwentendorf HERIS-ID: 25658 Objekt-ID: 22101                                                        | Schlossgasse 8 Standort KG: Zwentendorf            | Ein spätbarockes zweigeschoßiges Schloss, das um 1750 unter Graf Guntdaker von Althann erbaut und im 19. Jahrhundert erweitert wurde. Das Wirtschaftsgebäude stammt ebenfalls aus dem 19. Jahrhundert.                                             | BDA-Hist.: Q37895573 Status: Bescheid Stand der BDA-Liste: 2025-06-30 Name: Schloss Zwentendorf GstNr.: 7 Schloss Zwentendorf                                                     |